# Зетская бановина
Зетская бановина (сербохорв. Зетска бановина / Zetska banovina) — бановина в Королевстве Югославия, существовавшая с 1929 по 1941 год.

## География
Зетская бановина располагалась в южной части королевства. На юге она граничила с Адриатическим морем, Албанией и Вардарской бановиной, на востоке с Моравской бановиной, на севере с Дринской бановиной, на западе с Приморской бановиной. Административным центром бановины был Цетине. Названа бановина была по реке Зета, которая также дала имя средневековому черногорскому государству Зета.

## История
В 1939 часть бановины с городом Дубровник вошла в состав Хорватской бановины. В 1941 территория бановины была разделена между оккупированными итальянцами Черногорией и Албанией, часть территории с городом Котор вошла в состав Италии, восточная часть бановины вошла в состав оккупированной немцами Сербии, западная часть в состав Независимого государства Хорватии. В 1945 территория бановины была в составе СФРЮ разделена между Черногорией, Хорватией, Боснией и Герцеговиной и Сербией, включая Социалистический Автономный Край Косово и Метохия в составе Сербии.

## Население
Религиозный состав населения 1931 году:
- православные — 516 490
- римо-католики — 92 165
- евангельские христиане — 208
- другие христиане — 337
- мусульмане — 315 667
- другие — 639

## Баны
- Крсто Смилянич (1929—1931)
- Урош Круль (1931—1932)
- Алекса Станишич (1932—1934)
- Муйо Сочица (1934—1936)
- Петар Иванишевич (1936—1939)
- Божидар Крстич (1939—1941)
- Блажо Джуканович (1941)